# Dundee (Ohio)
Dundee é um lugar designado pelo censo localizado no condado de Tuscarawas no estado estadounidense de Ohio. No Censo de 2010 tinha uma população de 297 habitantes e uma densidade populacional de 147,2 pessoas por km².

## Geografia
Dundee encontra-se localizado nas coordenadas 40° 35′ 13″ N, 81° 36′ 25″ O. Segundo a Departamento do Censo dos Estados Unidos, Dundee tem uma superfície total de 2.02 km², da qual 2.02 km² correspondem a terra firme e (0%) 0 km² é água.

## Demografia
Segundo o censo de 2010, tinha 297 pessoas residindo em Dundee. A densidade populacional era de 147,2 hab./km². Dos 297 habitantes, Dundee estava composto pelo 99.33% brancos, o 0% eram afroamericanos, o 0.34% eram amerindios, o 0% eram asiáticos, o 0% eram insulares do Pacífico, o 0% eram de outras raças e o 0.34% pertenciam a duas ou mais raças. Do total da população o 0.34% eram hispanos ou latinos de qualquer raça.